# IC 1910
IC 1910 — галактика типу NF (в процесі підтвердження) у сузір'ї Ерідан.
Цей об'єкт міститься в оригінальній редакції індексного каталогу.